# Liste du patrimoine mondial en Slovaquie
Cet article recense les sites inscrits au patrimoine mondial en Slovaquie.

## Statistiques
La Tchécoslovaquie ratifie la Convention pour la protection du patrimoine mondial, culturel et naturel avant l'indépendance de la Slovaquie, sans toutefois qu'un site protégé ne soit situé sur le territoire de cette dernière. La Tchécoslovaquie est dissoute le 1er janvier 1993, conduisant à l'indépendance de la Slovaquie et de la Tchéquie. La Slovaquie notifie sa succession à la convention le 31 mars 1993. Les premiers sites protégés de pays sont inscrits la même année.
Début 2021, la Slovaquie compte 7 sites inscrits au patrimoine mondial : 5 culturels et 2 naturels. 
À la même date, le pays a également soumis 13 sites à la liste indicative : 8 culturels, 4 naturels et 1 mixte.

## Listes

### Patrimoine mondial
Les sites suivants sont inscrits au patrimoine mondial.
| Site                                                                          | Région                                    | Type                  | Date | Superficie (ha) | Zone tampon (ha) | Lien | Notes | Coordonnées | Illus. |
| ----------------------------------------------------------------------------- | ----------------------------------------- | --------------------- | ---- | --------------- | ---------------- | ---- | --- | --- | ------ |
| Ville historique de Banská Štiavnica et les monuments techniques des environs | Banská Bystrica                           | Culturel, (iv), (v)   | 1993 | 20 632          | 62 128           | 618  | | 48° 27′ 29″ nord, 18° 53′ 46″ est |        |
| Levoča, Spišský Hrad et les monuments culturels associés                      | Košice et Prešov                          | Culturel, (iv)        | 1993 | 1 351,23        | 12 580,68        | 620  | Deux zones distinctes : - Levoča et les œuvres de Maître Paul à Spiš - Spišský Hrad et les monuments culturels associés (Spišská Kapitula, Spišské Podhradie et Žehra) L'inscription de 1993 ne comprend que Spišský Hrad ; le bien est étendu à Levoča en 2009.                                                                                     | 49° 01′ 30″ nord, 20° 35′ 31″ est 48° 59′ 56″ nord, 20° 46′ 05″ est |        |
| Vlkolínec                                                                     | Žilina                                    | Culturel, (iv), (v)   | 1993 | 4,9             | 320,7            | 622  | | 49° 02′ 31″ nord, 19° 16′ 30″ est |        |
| Grottes du karst d'Aggtelek et du karst de Slovaquie                          | Borsod-Abaúj-Zemplén                      | Naturel, (viii)       | 1995 | 56 650,57       | 86 797,33        | 725  | Site transfrontalier commun avec la Hongrie. trois composantes en Slovaquie : - Grottes jouxtant Silica et Jasov - Grottes du plateau de Koniar (dont la grotte d'aragonite d'Ochtiná) - Grotte de glace de Dobšiná | 48° 40′ 37″ nord, 20° 58′ 30″ est 48° 39′ 54″ nord, 20° 18′ 32″ est 48° 52′ 01″ nord, 20° 18′ 14″ est |        |
| Réserve de conservation de la ville de Bardejov                               | Prešov                                    | Culturel, (iii), (iv) | 2000 | 23,6            | 12,83            | 973  | | 49° 17′ 35″ nord, 21° 16′ 41″ est |        |
| Forêts primaires de hêtres des Carpates et d'autres régions d'Europe          | Transcarpatie                             | Naturel, (ix)         | 2007 | 243,93          | 119,10           | 1133 | Site transfrontalier avec l'Allemagne, l'Autriche, la Belgique, la Bosnie-Herzégovine, la Bulgarie, la Croatie, l'Espagne, la France, l'Italie, la Macédoine du Nord, la Pologne, la Roumanie, la Slovénie, la Suisse, la Tchéquie et l'Ukraine. Quatre sites en Slovaquie : - Havešová - Rožok (sk) - Stužica - Monts Bukovec - Vihorlat            | 48° 59′ 59″ nord, 22° 18′ 24″ est 48° 58′ 40″ nord, 22° 27′ 55″ est 49° 05′ 00″ nord, 22° 32′ 00″ est 48° 55′ 45″ nord, 22° 11′ 23″ est |        |
| Églises en bois de la partie slovaque de la zone des Carpates                 | Banská Bystrica, Košice, Prešov et Žilina | Culturel, (iii), (iv) | 2008 | 2,56            | 90,41            | 1273 | Huit églises : - Église Saint-François-d'Assise de Hervartov - Église de Tous-les-Saints de Tvrdošín - Église articulaire en bois de Hronsek - Église articulaire en bois de Leštiny - Église articulaire en bois de Kežmarok - Église Saint-Nicolas de Bodružal - Église Saint-Nicolas de Ruská Bystrá - Église Saint-Michel-Archange de Ladomirová | 49° 14′ 50″ nord, 21° 12′ 15″ est 49° 20′ 10″ nord, 19° 33′ 30″ est 48° 38′ 56″ nord, 19° 09′ 17″ est 49° 11′ 25″ nord, 19° 21′ 37″ est 49° 08′ 35″ nord, 20° 25′ 50″ est 49° 21′ 09″ nord, 21° 42′ 28″ est 48° 51′ 25″ nord, 22° 17′ 47″ est 49° 19′ 42″ nord, 21° 37′ 35″ est |        |

### Liste indicative
Les sites suivants sont inscrits sur la liste indicative.
| Site | Région            | Type                             | Date | Lien | Notes | Coordonnées | Illus. |
| --- | ----------------- | -------------------------------- | ---- | ---- | --- | --- | ------ |
| Églises de Gömör et Abaúj avec peintures murales médiévales                                              |                   | Culturel (iv)                    | 1995 | 580  | La description du bien cite 10 églises, sans en préciser la liste. | 48° 37′ 30″ nord, 20° 55′ 01″ est |        |
| Région viticole de Tokay                                                                                 | Košice            | Culturel (ii), (iii), (v)        | 2002 | 1684 | La région viticole de Tokaj-Hegyalja, en Hongrie, est inscrite au patrimoine mondial depuis 2002.                                                                                      | 48° 30′ nord, 21° 45′ est |        |
| Prairie originelle - Sites de pâturages de Slovaquie                                                     |                   | Culturel (v)                     | 2002 | 1685 | | |        |
| Le mémorial de Hatam Sofer                                                                               | Bratislava        | Culturel (iv), (v), (vi)         | 2002 | 1731 | | 48° 08′ 30″ nord, 17° 05′ 30″ est |        |
| Limes Romanus - Les monuments romains antiques du Moyen Danube                                           |                   | Culturel (ii), (iii), (iv), (v)  | 2002 | 1732 | | 47° 55′ 01″ nord, 17° 37′ 30″ est |        |
| Systèmes de fortifications à la confluence du Danube et de la Váh à Komárno-Komárom                      | Komárom-Esztergom | Culturel (i), (ii), (iv), (v)    | 2002 | 1733 | | 47° 45′ 11″ nord, 18° 08′ 17″ est |        |
| Le concept du noyau historique lenticulaire de Košice                                                    | Košice            | Culturel (ii), (iv), (v)         | 2002 | 1734 | | 48° 43′ 16″ nord, 21° 15′ 25″ est |        |
| Réserves naturelles des Tatras                                                                           |                   | Naturel (vii), (viii), (ix), (x) | 2002 | 1737 | | 49° 10′ 48″ nord, 19° 55′ 08″ est |        |
| Vallées karstiques de Slovaquie                                                                          |                   | Naturel (viii), (ix), (x)        | 2002 | 1738 | | |        |
| Paysage naturel et culturel de la région du Danube                                                       |                   | Mixte                            | 2002 | 1739 | | 48° nord, 17° est |        |
| Flore fongique des monts Bukovec                                                                         |                   | Naturel (x)                      | 2002 | 1740 | | 49° 04′ nord, 22° 26′ est |        |
| Geyser d'Herľany (sk)                                                                                    | Košice            | Naturel (vii)                    | 2002 | 1741 | | 48° 48′ 04″ nord, 21° 28′ 39″ est |        |
| Sites de Grande-Moravie : village fortifié slave de Mikulčice (sk) - Église Sainte-Marguerite de Kopčani | Trnava            | Culturel (iii), (iv), (v), (vi)  | 2007 | 5093 | | 48° 48′ 14″ N, 17° 05′ 13″ E 48° 47′ 46″ N, 17° 06′ 32″ E |        |
| Forêts primaires de hêtres des Carpates et d'autres régions d'Europe - Extension                         | Trnava            | Naturel (ix)                     | 2019 | 6372 | Extension du site existant. 6 forêts proposées : - Bieszczady - Réserve naturelle d'Udava (sk) - Havešová - Kyjovský prales (sk) - Réserve naturelle nationale de Rožok (sk) - Stužica | 49° 05′ 00″ nord, 22° 20′ 00″ est 49° 10′ 40″ nord, 22° 13′ 21″ est 48° 59′ 59″ nord, 22° 18′ 24″ est 48° 51′ 30″ nord, 22° 01′ 16″ est 48° 59′ 00″ nord, 22° 27′ 53″ est 49° 05′ 00″ nord, 22° 32′ 00″ est |        |